# Пефка
Пефка (грч. Πεύκα) је градско насеље општине Неаполи-Сикијес у Солуну, Грчка. Према попису из 2021. године било је 13.435 становника.
Насеље је некада било излетиште богатих европских конзула, индустријалаца и трговаца у Солуну. На овом месту је после 1922. године подигнуто ново насеље где су насељене 62 грчке избегличке породице из Турске, којих је на попису из 1928. године било 196. Због близине Солуна насеље се брзо развија, те је 1991. године имало 2.288 становника. Стари назив насеља је Реџик.